# Acanthomyops californicus
Acanthomyops californicus é uma espécie de inseto do gênero Acanthomyops, pertencente à família Formicidae.